# Кубок Андорры по футболу 2010
Кубок конституции (кубок Андорры) 2010 года — восемнадцатый розыгрыш кубка Андорры. Соревнования начались 17 января 2010 года (первый отборочный раунд) и закончились 16 мая 2010 года (финал). Победителем турнира стал клуб «Сан-Жулиа», выигравший в финале клуб «Унио Эспортива Санта-Колома» со счётом 1:0.
Благодаря победе в кубке клуб «Сан-Жулиа» заработал место во втором квалификационном раунде Лиги Европы УЕФА 2010/11.

## Первый раунд
Матчи первого раунда кубка состоялись 17 января 2010 года, в них приняли участие все команды-участницы андоррского второго дивизиона 2009/10.
| Команда             | счёт | Команда                    |
| ------------------- | ---- | -------------------------- |
| Женлай              | 5:1  | Пенья Энкарнада            |
| Лузитанс B          | 2:1  | Ранжерс                    |
| Атлетик (Эскальдес) | 1:3  | Каса Эстрелла дель Бенфика |
| Принсипат B         | 1:9  | Экстременья                |

## Второй раунд
Матчи второго раунда кубка состоялись 24 января 2010 года, в них приняли участие команды, победившие в первом отборочном раунде, и команды, занявшие места с пятого по восьмое после семи первых матчей андоррского первого дивизиона 2009/10.
| Команда                    | счёт | Команда           |
| -------------------------- | ---- | ----------------- |
| Женлай                     | 1:2  | Энгордани         |
| Лузитанс B                 | 0:4  | Лузитанс          |
| Каса Эстрелла дель Бенфика | 0:2  | Интер (Эскальдес) |
| Экстременья                | 2:1  | Энкамп            |

## Третий раунд
Матчи третьего раунда кубка состоялись 11 и 18 апреля 2010 года, в них приняли участие команды, победившие во втором отборочном раунде, и команды, занявшие места с первого по четвёртое после семи первых матчей андоррского первого дивизиона 2009/10.
| Команда           | счёт | Команда                     |
| ----------------- | ---- | --------------------------- |
| Энгордани         | 0:13 | Сан-Жулиа                   |
| Лузитанс          | 7:1  | Санта-Колома                |
| Интер (Эскальдес) | 3:4  | Унио Эспортива Санта-Колома |
| Экстременья       | 0:5  | Принсипат                   |

## Полуфиналы
Первые матчи полуфиналов кубка состоялись 25 апреля, ответные — 9 мая 2010 года.
| Команда                     | счёт | Команда   | 1-й матч | 2-й матч |
| --------------------------- | ---- | --------- | -------- | -------- |
| Сан-Жулиа                   | 3:0  | Лузитанс  | 1:0      | 2:0      |
| Унио Эспортива Санта-Колома | 5:4  | Принсипат | 3:1      | 2:3      |

## Финал
| 15 мая 2010   | \| Сан-Жулиа \| 1:0 \| Унио Эспортива Санта-Колома \| \| С. Гомес (82) \| Голы \| \| | Комуналь д’Айшовалль, Ашаваль |
| Сан-Жулиа     | 1:0                                                                                  | Унио Эспортива Санта-Колома   |
| С. Гомес (82) | Голы                                                                                 |                               |

| Победитель Кубка конституции 2010 |
| --------------------------------- |
| Сан-Жулиа Второй титул            |